# فیزیک عمومی: مکانیک
فیزیک عمومی مکانیک کتابی از مارچلو آلو نسو- ادوارد جی. مین با ترجمهٔ لطیف کاشیگر است که در سال ۱۳۶۱ منتشر و در مراسم کتاب سال جمهوری اسلامی ایران به‌عنوان کتاب برگزیده معرفی شد.